# Sytuacja prawna i społeczna osób LGBT w Boliwii

## Prawo wobec kontaktów homoseksualnych
Kontakty homoseksualne w Boliwii są legalne. Wiek osób legalnie dopuszczających się kontaktów homo- i heteroseksualnych jest zrównany i wynosi 14 lat. Prawo zezwala jednak na stosunek płciowy już od 12 lat pod warunkiem różnicy wieku nie większej niż 3 lata

## Ochrona prawna przed dyskryminacją
Od 2009 roku konstytucja Boliwii zakazuje dyskryminacji przez wzgląd na orientację seksualną i tożsamość płciową. Geje nie są wykluczeni ze służby wojskowej z powodu swojej orientacji seksualnej.

## Uznanie związków tej samej płci
W boliwijskim ustawodawstwie nie istnieje żadna prawna forma uznania związków jednopłciowych.
Konstytucja zawiera zapis definiujący małżeństwo jako związek kobiety i mężczyzny i tym samym uniemożliwiający legalizację małżeństw osób tej samej płci.

## Życie osób LGBT w kraju
Według sondażu Pew Global Attitudes Project z 2007 roku 44% Boliwijczyków uważa, że homoseksualizm powinien być akceptowany przez społeczeństwo. Przeciwnego zdania jest 49% obywateli kraju.
Boliwijska policja często stosuje nieuzasadnioną przemoc oraz bezpodstawne aresztowania wobec osób homoseksualnych.
Pierwsza manifestacja mniejszości seksualnych odbyła się w Boliwii w mieście Santa Cruz w 2001 roku. W paradzie gejów i lesbijek w La Paz w 2005 roku brało udział około 200 osób.
W 2007 roku podczas parady mniejszości seksualnych w stolicy kraju nastąpił wybuch dynamitu, wskutek którego kilka osób ucierpiało. Obrońcy praw człowieka wzywają boliwijskie władze do niewzłocznego rozpoczęcia śledztwa w celu wykrycia sprawców ataku. Podczas wcześniejszych parad geje i lesbijki byli obrzucani zgniłymi pomidorami i jajkami.
Oprócz stolicy, parady mniejszości seksualnych odbywają się także w miastach Santa Cruz i Cochabamba. W La Paz funkcjonuje jeden klub gejowski.
Dość bezpiecznymi miastami dla osób LGBT są Cochabamba i Tarija, gdzie napady na mniejszości seksualne się raczej nie zdarzają. Poglądy na temat tych ludzi zależą również od pochodzenia. Na przykład Ajmarowie i Keczua uważają homoseksualizm za grzech, choć obecnie są już bardziej tolerancyjni niż kiedyś. Z kolei np. Chiquitos czy Guarani w pełni akceptują środowisko LGBT.